# Abbaye Saint-Martin de Ligugé
Pour les articles homonymes, voir Abbaye Saint-Martin.
L’abbaye Saint-Martin de Ligugé est un monastère de moines bénédictins situé sur le territoire de la commune de Ligugé, dans le département de la Vienne, en France. Fondé par saint Martin de Tours, en 361, il est, malgré plusieurs interruptions de vie monastique, le plus ancien établissement monastique d’Occident encore en activité, même si les bâtiments conventuels actuels sont d'époque relativement récente.
L'édifice est protégé au titre des monuments historiques depuis 1846 et 1965.

## Fondation et organisation de l'abbaye

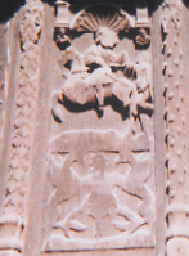
Saint Martin partageant son manteau, portail de l'église de Ligugé.

Martin de Tours arriva à Ligugé en 361, il aurait été âgé de 45 ans. L'abbaye fut fondée, sur un domaine reçu de saint Hilaire, évêque de Poitiers, dont Martin de Tours était le disciple. Ce domaine n'était qu'une villa romaine en ruine, dans laquelle il s'installa comme ermite, mais ses disciples nombreux le poussèrent à fonder un monastère.
L'organisation en était originale : le monachisme occidental s'inspira d'un monachisme oriental dans lequel les moines étaient anachorètes et contemplatifs, la règle de saint Benoît n'existant pas encore. Saint Martin, tout en logeant ses disciples séparément dans des huttes ou loges (Locaciacum, « les petites cabanes », d'où le nom de Ligugé), les fit travailler en plus de les guider sur les voies de la rencontre avec Dieu requérant une vie de grand ascétisme.
Choisi comme évêque en 370 saint Martin quitte l'abbaye pour Tours (où il fonda l'abbaye de Marmoutier). Ligugé est abandonné au Ve siècle, à cause des persécutions des Wisigoths, qui cessent après la victoire de Clovis sur les Wisigoths en 507 à Vouillé.
Sous l'avenue qui conduit à l'abbatiale actuelle, ont été retrouvés les vestiges du premier édifice bâti au IVe siècle. A un premier bâtiment, un martyrium qui pourrait dater de la fin du IVe siècle, sont rajoutées au VIe siècle trois nefs. À la fin du VIIe siècle, l'église est allongée par un nouveau chevet à l'est.

## Moyen Âge

### L'abbaye pendant le Haut Moyen Âge
Vers 591, Grégoire de Tours, successeur de saint Martin sur le siège épiscopal de Tours, vint en pèlerinage à Ligugé et laissa un compte rendu de sa visite.
L'abbé Ursinus rédigea l'hagiographie de saint Léger vers 684, à la demande de l'abbé de Saint-Maixent, qui en avait reçu les reliques. À cette époque, le monastère avait le privilège de battre monnaie, dont le sou d'or.
A la fin du VIIe siècle, un moine de l'abbaye du nom de Defensor, rédigea le Liber scintillarum, une anthologie de 2 950 citations : 792 de l'Ancien Testament, 353 du Nouveau Testament, 1 800 citations patristiques dont 717 d'Isidore de Séville.

### Disparition de l'abbaye auVIIIesiècleet restauration auXesiècle
L'abbaye semble avoir disparu encore au VIIIe siècle car elle ne figure pas dans la liste des monastères dressée par Louis le Débonnaire en 817; Elle est mentionnée par la suite comme ayant été ravagée en 865 par les Normands et par les guerres de succession entre prétendants carolingiens; Elle est restaurée au Xe siècle par la comtesse de Poitiers, Adèle, fille de Rollon de Normandie qui avait épousé Guillaume Tête d'Étoupe. La règle bénédictine est alors adoptée, et l'abbaye dépend de celle de Saint-Cyprien de Poitiers.

### Un prieuré rattaché à l'ordre de Cluny
Aumode, comtesse du Poitou, épouse du comte Guillaume V le Grand (vers 969 - 1030), fait restaurer l'abbaye vers l'an 1000 pour permettre l'accueil des pèlerins, son tombeau subsiste dans la crypte de l'église. Elle est desservie par des moines sous la conduite de Theudelin, provenant de l'abbaye vendéenne de Maillezais dépendant de l'Ordre de Cluny. L'abbaye de Ligugé n'est plus qu'un modeste prieuré de cette abbaye clunisienne. Ligugé demeura dans cette situation jusqu'à la fin de la vie régulière au XVIIe siècle.
Le prieuré héberge en 1096 le pape Urbain II venu prêcher la Croisade.
En 1268, le comte apanagiste de Poitiers, Alphonse, concède au prieur le droit de haute et basse justice.
En 1307, Clément V s'en sert comme résidence champêtre, au moment du procès des Templiers, ouvert à Poitiers.

### Destruction du monastère pendant la guerre de Cent Ans
Le prieuré est à nouveau détruit pendant la guerre de Cent Ans. Il est d'abord occupé, une première fois, par les troupes anglaises en 1346. Il l'est, de nouveau, après la bataille de Poitiers, en 1359, par les paysans des environs qui craignent de le voir tomber aux mains des Anglais. Il est de nouveau occupé par les Anglais, la même année. Il subit des destructions et est en un bien piètre état à la fin de la guerre de Cent Ans. 
Le prieuré est partiellement reconstruit à la fin du XVe siècle, à partir de 1479. Il est de nouveau occupé par des moines de l'abbaye de Maillezais.

## Époque moderne

### Reconstruction du monastère à la Renaissance
En 1501, le prieuré passe sous le régime de la commende.
C'est Geoffroy III d'Estissac, doyen (qui percevait la commende en tant que séculier) nommé par l'évêque de Maillezais San Severino, qui achève la reconstruction après 1504. L'église paroissiale et le cloître datent de cette époque. L'église de style gothique fait 24 mètres de long sur 9 de large. La voûte culmine à 14 mètres. C'est cet élégant édifice qui sert depuis la Révolution française d'église paroissiale.
Rabelais y fait une partie de ses études au début du XVIe siècle. La tradition populaire, en souvenir de l'écrivain, continue à appeler "tour Rabelais", le petit donjon encore visible qui est actuellement engagé dans les constructions récentes, en façade sur l'avenue.
Le prieuré est détruit à nouveau pendant les guerres de Religion. Il est, en effet, incendié lors du siège de Poitiers par les troupes protestantes de Gaspard de Coligny, en 1569.

### XVIIesiècle, Ligugé est attribué aux jésuites
Ligugé est attribué à de multiples prieurs commendataires simultanément, les uns nommés par le pape (collatio), les autres par le roi (indult). Finalement, c'est Gaspard Le Franc, nommé par le roi, qui, par un acte daté de 1606, laisse Ligugé aux jésuites afin d'affecter les revenus à leur collège de Poitiers. L'acte prend effet à sa mort survenue en 1611, elle dure jusqu'en 1763, année de la suppression de leur ordre par le Parlement de Paris. La coutume existe encore d'appeler « bâtiment des jésuites » l'actuelle aile sud du monastère que les religieux firent construire en 1674.
Les revenus du monastère sont ensuite gérés par un économe royal, qui nomme des fermiers généraux afin de les percevoir au bénéfice de la Couronne.

### Liste des abbés avant 1611
- Martin de Tours (362-373)
- Ursinus (VIIe siècle)[4]
- Raymundus, prœpositus (14 août 1065)
- Willelmus, prœpositus (vers 1088)
- Girardus, prior (vers 1180)
- Hilarius (1197)
- Guillelmus (1200)
- Thomas (1242-1243)
- Aimericus (décembre 1256)
- Radulphus (30 novembre 1265)
- Jean Baritaud (23 février 1303)
- Jean de Curzai (1318)
- Jean Pignerre (1396-1409)
- Philippe de Colombiers (1410)

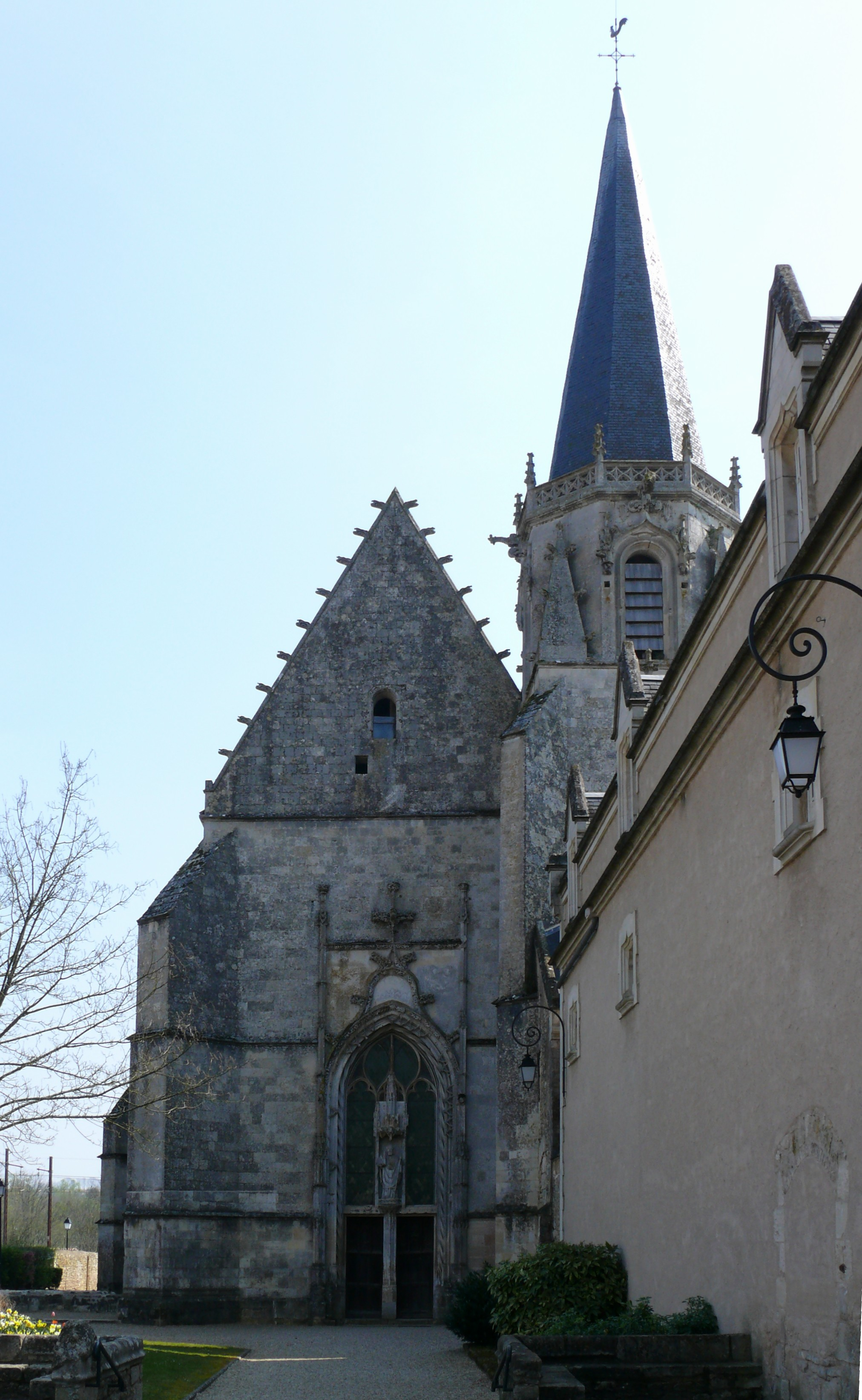
L'église de Ligugé.

- Guillaume de Villennes (1438-1482)
- Arthus Derveau (1485-1501), 1er abbé commendataire
- Geoffroy d'Estissac (1504-1542), évêque de Maillezais, abbé de Celles, abbé de Cadouin, doyen de Saint-Hilaire-le-Grand
- Jean d'Estissac (1542-1572), doyen de Saint-Hilaire-le Grand, neveu du précédent
- Jean de Bideran (16 décembre 1576 au 14 avril 1586), doyen de Saint-Hilaire-le-Grand, neveu du précédent
- Jean Thenot (1587-1591)
- Étienne Deniau (1591)
- Jean de Gaucourt (1594-1598)
- Gaspard Le Franc (1598-1610)

## Epoque contemporaine

### Disparition de l'abbaye à la Révolution française
L'Assemblée constituante, par décret du 2 novembre 1789 met les biens de l’Église, dont les biens des congrégations, à la disposition de la Nation. Par le décret du 13 février 1790, elle interdit les vœux monastiques et supprime les ordres religieux réguliers. En 1793, le prieuré est vendu à des particuliers (un aubergiste de Poitiers). Racheté par le minotier Véron, il restera dans sa famille jusqu'au milieu du XIXe siècle.

### Restauration de la vie monastique auXIXesiècle

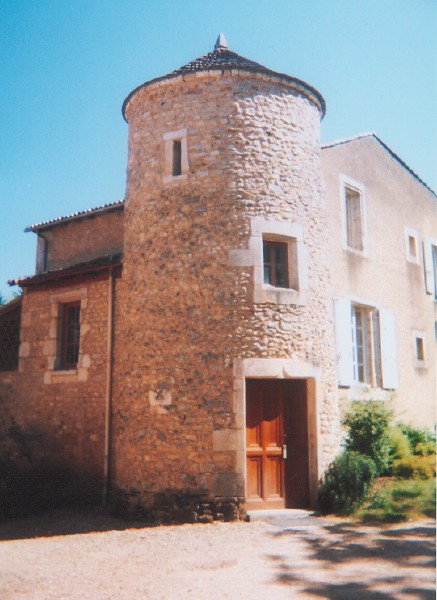
Tour de la cour du monastère.

Le cardinal Pie, évêque de Poitiers,rachète le prieuré le 1er mars 1852, le fait restaurer en grand à partir de 1853 et confie à dom Guéranger la restauration de la vie monastique. Les seuls bâtiments conservés antérieurs à cette date sont l'église paroissiale, une tour du XVIe siècle et un bâtiment de 1674.
Quatre moines de l'abbaye de Solesme viennent s'installer sur les rives du Clain. L'abbaye va connaître un nouvel épanouissement. En 1856, le pape Pie IX restaure le titre abbatial. Deux nouvelles fondations, celle de Sainte-Marie à Paris et celle de Saint-Wandrille en Normandie, sont créées et témoignent, alors, de la vitalité de Ligugé. 
Mais les moines de Ligugé se voient expulsés en 1880. Une partie de la communauté se réfugie en Espagne et restaure sur les plateaux de la vieille Castille, l'abbaye de Silos, qui essaimera, à son tour, dans la péninsule ibérique et en Amérique. Dès 1885, les moines peuvent revenir à Ligugé. La mise en chantier de nouveaux bâtiments donne à l'abbaye son aspect actuel.
En 1891 est créée l'imprimerie monastique, ancêtre de l'actuelle imprimerie Aubin.

### Expulsion et retour des moines auXXesiècle
De nouveau, les moines sont de nouveau expulsés en 1901, trouvent refuge à Chevetogne, en Belgique, et ne reviennent qu'en 1923. Ils construisent une nouvelle église claustrale, au style très dépouillé, achevée en 1929.

### L'abbaye, lieu de refuge pendant la Seconde Guerre mondiale
Pendant la Seconde Guerre mondiale, l'abbaye doit héberger environ cinquante hommes de la Wehrmacht. Elle est néanmoins un maillon des réseaux de Résistance. Elle fait passer de nombreuses personnes en zone libre. Robert Schuman y est conduit par la femme du préfet délégué de Poitiers, Mme Holveck, et y est hébergé du 3 au 13 août 1942, avant son passage en zone libre par la commune de Vernon. De même pour Amadou Bow, futur directeur de l'UNESCO : ces deux hommes et bien d'autres moins connus sont accueillis par le Père Aimé Lambert, résistant du réseau Louis Renard, décapité en décembre 1943 en prison de Wolfenbüttel et le Père Jean Coquet. 
En 1945 est créé l'atelier d'émaillage qui travaille sur des maquettes de Georges Rouault, Georges Braque, Alfred Manessier, Marc Chagall, Edouard Goerg, André Marchand, Jacques Villon ou Léon Zack, à l'initiative du Père Jean Coquet, ami de ces artistes. Grâce à lui l'atelier atteignit une renommée internationale, avec des expositions et récompenses à Tokyo, Milan, Karlsruhe et New York.

### L'abbaye auXXIesiècle
Depuis toujours et encore actuellement, l'abbaye accueille des personnes désirant y faire retraite. L'écrivain Joris-Karl Huysmans compte parmi celles-ci. Paul Claudel y fit son noviciat.
Aujourd'hui, le monastère abrite 28 moines, et a 120 oblats. Outre les émaux qui adaptent les œuvres de nombreux peintres, les moines produisent également des études en patrologie (étude des Pères de l'Église) et en assyriologie.
L'abbaye fait partie de la congrégation de Solesmes au sein de la confédération bénédictine.

### Liste des abbés depuis 1864
- Dom Léon Bastide (1864-1880)
- Dom Joseph Bourigaud (1880-1907)
- Dom François-Léopold Gaugain (1907-1937)
- Dom Pierre Basset (1937-1954)
- Dom Gabriel Le Maître (1954-1963)
- Vacance (1963-1966)
- Dom Pierre Miquel (1966-1990), († 2003)
- Dom Jean-Pierre Longeat (1990-2013)
- Dom André-Junien Guérit : août 2014[10]-2 février 2016[11]
- prieur administrateur Christophe Bettwy : 5 avril 2016-3 avril 2018
- Dom Christophe Bettwy (entré dans l'abbaye en 1998) élu le 3 avril 2018[12]

### Autre personnalité
- Dom François Moreau, ancien aumônier militaire grièvement blessé et gazé durant la Première Guerre mondiale, fondateur de la ligue des Droits du religieux ancien combattant, le 2 août 1924.
- François Cassingena-Trévedy, écrivain, poète et traducteur, maître de chœur et émailleur sur cuivre.

## Description de l'église abbatiale

### L'église paroissiale Saint-Martin
L'église date de 1505. Elle a été reconstruite par Geoffroy d'Estissac sur l'emplacement d'un édifice construit en 1310 mais détruit en 1359 et dont il ne reste que le mur de droite.
Sur la place, en haut des marches, a été replacée la bordure de l'ancien parvis, orné d'un lion de justice aux armes de Geoffroy d'Estissac.
Sur la façade de l'église sont scellés les couvercles de sarcophages mérovingiens de moines des Ve et VIe siècles.
Le portail, une admirable ciselure de pierre, et le clocher sont caractéristiques du style gothique flamboyant, soit du XVIe siècle. Sur la porte de bois sculpté, un observateur distinguera, à droite, Saint-Martin donnant la moitié de son manteau au pauvre d'Amiens. Au-dessus du linteau de pierre, il verra une statue moderne de Saint-Martin, évêque.
La nef est du XVIe siècle. Elle est couverte par une voûte à nervures. Elle est étonnante de pureté par ses lignes sobres.
L'abside date du XIXe siècle.
Dans l'église, les vitraux historiés datent de 1856. Le vitrail sud rappelle six épisodes célèbres de la vie de Saint-Martin.
L'orgue date de 1880. Il a été restauré en 1983.
La tribune date de 1893. C'est un véritable chef-d’œuvre de sculpture dite "gothique à petits plis".
Le portail a été classé comme Monument Historique en 1846; l'église, le clocher, l'ensemble des parties anciennes, le terrain de fouilles l'ont été en 1965 à l'initiative du Père Jean Coquet, archéologue à ses heures.

### Les cloches
Le clocher de l’abbatiale abrite une sonnerie de 3 cloches de volée fondues en 1877 par Charles MARTIN, fondeur de cloches à Nancy. Elles furent baptisées le dimanche 22 avril 1877.
- Martin-Benoît : Mi 3 - 850 kilos
- Maria-Pia : Fa # 3 - 600 kilos
- Hilaria-Paula : Sol # 3 - 460 kilos

### La crypte
Elle est placée sous la première travée de l'église actuelle.
Elle occupe la place de la cave romaine où Saint Martin édifia sa basilique dont on a retrouvé l'abside dans l'arrière-crypte et l'escalier d'accès.
Dans la petite crypte à trois nefs aménagées au VIIe siècle, précédée d'un couloir transversal, on a placé le couvercle d'un sarcophage d'un jeune Wisigoth de 10-12 ans nommé Ariomères, daté du Ve siècle et une pierre gravée concernant l'abbé Ursinus et qui date du VIIe siècle.

### La chapelle du catéchumène ou chapelle Saint-Martin
En longeant le mur nord de l'église, le passant arrive à l'oratoire du catéchumène. C'est un édifice dont l'origine remonte au XIIIe siècle mais qui fut abondamment restauré au XIXe siècle.
Cette chapelle rappelle le miracle le plus connu de Saint Martin, la résurrection d'un jeune disciple qui se préparait au baptême : un catéchumène. Le récit de ce miracle a été rapporté par un historien chrétien du IVe siècle : Sulpice-Sévère.
Le vitrail moderne de Labouret, en dalles de verre, montre Saint Martin qui par ses mains étendues et sa prière transmet la puissance de Vie du Seigneur au jeune homme tout pâle qui se redresse.

## Le scofa, une délicieuse pâtisserie
Sucre, crème, œufs, farine et amande composent l'acronyme et surtout les ingrédients du SCOFA, fabriqué "avec conscience et amour" par les moines de l'abbaye Saint-Martin de Ligugé depuis 2002.
Cette recette est partagée avec les sœurs carmélites de Niort. 